# The Last Czars
The Last Czars is een zesdelige Amerikaanse docudrama uit 2019 over de Romanov familie, de laatste koninklijke familie van Rusland, dat op op 3 juli 2019 in première ging op Netflix. Het is deels een documentaire, deels een drama dat begint met de toetreding van Nicolaas II van Rusland tot de troon, het uitbreken van de Russische Revolutie en eindigt met de uiteindelijke uitwijzing van Nicolaas II van de troon.

## Plot
Het plot draait om de familie Romanov, de laatste koninklijke familie van Rusland, die regeerde totdat de Russische Revolutie uiteindelijk de laatste tsaar, Nicolaas II, in 1917.

## Rolverdeling
| Personage                                     | Acteur/actrice                  |
| --------------------------------------------- | ------------------------------- |
| Nicolaas II van Rusland (Nicky)               | Robert Jack                     |
| Alix van Hessen-Darmstadt (Alix)              | Susanna Herbert                 |
| Grigori Raspoetin (Rasputin)                  | Ben Cartwright                  |
| Pierre Gilliard (Pierre)                      | Oliver Dimsdale                 |
| Dagmar van Denemarken (Minnie)                | Bernice Stegers                 |
| Dr. Schmidt                                   | Steffan Boje                    |
| Anna Anderson (Ana Anderson)                  | Indre Patkauskaite              |
| Elisabeth van Hessen-Darmstadt (Ella)         | Elsie Bennett                   |
| Militsa                                       | Jurga Seduikyte                 |
| Yakov Yurovsky                                | Duncan Pow                      |
| Anastasia van Montenegro (Stana)              | Karina Stungyte                 |
| Militza van Montenegro (Shura)                | Milda Noreikaite                |
| Praskovya Ivanovskaya (Praskovya)             | Michelle Bonnard                |
| Sergej Aleksandrovitsj van Rusland            | Gavin Mitchell                  |
| Olga Nikolajevna van Rusland (Olga)           | Karolina Elzbieta Mikolajunaite |
| Tatjana Nikolajevna van Rusland (Tatiana)     | Aina Norgilaite                 |
| Anastasia Nikolajevna van Rusland (Anastasia) | Gabija Pazusyte                 |
| Maria Nikolajevna van Rusland (Maria)         | Digna Kulionyte                 |
| Aleksej Nikolajevitsj van Rusland (Alexei)    | Oscar Mowdy                     |

## Afleveringen
| Aflevering | Titel                        |
| ---------- | ---------------------------- |
| 1          | The Chosen One               |
| 2          | The Boy                      |
| 3          | Anarchy                      |
| 4          | War                          |
| 5          | Revolution                   |
| 6          | The House of Special Purpose |